# Samwel Mwera
Samwel Mwera (Musoma, 3 giugno 1985) è un ex mezzofondista tanzaniano, specializzato negli 800 metri piani.

## Biografia
Mwera ha esordito internazionalmente nel 2001 e l'anno seguente ha vinto una medaglia di bronzo in Giamaica ai Mondiali juniores. Nel 2003 ha preso parte ai Giochi panafricani in Nigeria vincendo una medaglia d'oro negli 800 metri piani e fissando un nuovo record dei Giochi. Nel 2004 ha debuttato alla sua prima edizione dei Giochi olimpici, gareggiando in semifinale ad Atene 2004 negli 800 metri piani.  l'esperienza ma non il risultato a Pechino 2008, dove è stato portabandiera della delegazione nazionale. L'anno seguente Mwera si è ritirato dalle competizioni per problemi fisici.

## Palmarès
| Anno | Manifestazione                   | Sede      | Evento       | Risultato  | Prestazione | Note                                     |
| ---- | -------------------------------- | --------- | ------------ | ---------- | ----------- | ---------------------------------------- |
| 2001 | Mondiali U18                     | Debrecen  | 1500 m piani | 5º         | 3'44"85     |                                          |
| 2002 | Mondiali U20                     | Kingston  | 1500 m piani | Bronzo     | 3'41"75     |                                          |
| 2003 | Campionati dell'Africa orientale | Zanzibar  | 800 m piani  | Oro        | 1'49"2      |                                          |
| 2003 | Campionati dell'Africa orientale | Zanzibar  | 1500 m piani | Oro        | 3'39"5      |                                          |
| 2003 | Giochi panafricani               | Abuja     | 800 m piani  | Oro        | 1'46"13     |                                          |
| 2003 | Giochi panafricani               | Abuja     | 1500 m piani | 6º         | 3'45"76     |                                          |
| 2003 | Giochi afro-asiatici             | Hyderabad | 800 m piani  | Bronzo     | 1'47"98     |                                          |
| 2004 | Mondiali indoor                  | Budapest  | 800 m piani  | Batteria   | dq          |                                          |
| 2004 | Giochi olimpici                  | Atene     | 800 m piani  | Semifinale | dq          |                                          |
| 2004 | Giochi olimpici                  | Atene     | 1500 m piani | Batteria   | dns         |                                          |
| 2005 | Mondiali                         | Helsinki  | 800 m piani  | Batteria   | dq          |                                          |
| 2005 | Mondiali                         | Helsinki  | 1500 m piani | Batteria   | dns         |                                          |
| 2006 | Giochi del Commonwealth          | Melbourne | 800 m piani  | Batteria   | dq          |                                          |
| 2007 | Mondiali                         | Osaka     | 800 m piani  | Batteria   | 1'46"24     | Miglior prestazione personale stagionale |
| 2008 | Giochi olimpici                  | Pechino   | 800 m piani  | Batteria   | 1'50"67     |                                          |